# Zazaki
 (avril 2008).
Si vous disposez d'ouvrages ou d'articles de référence ou si vous connaissez des sites web de qualité traitant du thème abordé ici, merci de compléter l'article en donnant les références utiles à sa vérifiabilité et en les liant à la section « Notes et références ».
Le zaza ou zazaki (en zazaki Zazakî, Kirmanckî, Kirdkî, Dimilkî) est une langue iranienne du nord-ouest parlée principalement dans l'est de la Turquie par les Zazas, qui sont couramment considérés comme des Kurdes,, La langue fait partie du groupe de langues zaza-gorani du groupe nord-ouest de la branche des langues iraniennes. Le glossonyme zaza a d'abord été utilisé comme un terme péjoratif et de nombreux Zazas appellent leur langue dimlî.
Le zazaki est une langue indo-européenne du groupe des langues iraniennes, parlé par les Zazas habitant dans les régions de Bingöl, Tunceli, Erzincan, Elâzığ et de Diyarbakır en Turquie,,,,. En termes de grammaire, de génétique, de linguistique et de vocabulaire, la langue zaza est étroitement liée aux langues talysh, ancien azéri, tati, sangsari, semnani, mazandarani et gilaki parlées sur les rives de la  mer Caspienne et au centre de l'Iran,,,,,,.
Le zaza est étroitement lié au vieil azéri, au  talysh, et au parthe (une langue disparue du nord-ouest de l'Iran), partage de nombreuses similitudes avec ces langues et n'a pas de changements de voyelles kurdes universels,. La base de données Glottolog classe le zaza dans le groupe des langues adhariques, qui comprend les langues dérivées de l’ancien azéri, ainsi que le tati, le talysh et leurs dialectes, parmi les langues du nord-ouest de l'Iran. Il a également été démontré par d'autres linguistes que le zaza est étroitement lié à l'azéri ancien,. Tout comme le zaza, le tati et le talysh, sont tous deux ergatifs,,, et bien que le talysh, l'ait perdu (le genre grammatical existe comme résidu dans le talysh), tati a toujours un genre grammatical,,,.
D'autres langues du nord-ouest de l'Iran étroitement liées au zazaki, au sangsari et au semnani sont également des langues ergatives et ont un genre grammatical,,,. Le zazaki partage de nombreuses caractéristiques, des structures et du vocabulaire avec les langues de la Mer Caspienne, talysh, gilaki et mazandarani,.
Le linguiste allemand Jost Gippert a déterminé que la langue zaza est très étroitement liée à la langue parthe en termes de phonétique, de morphologie, de syntaxe et de lexique et qu'elle a de nombreux mots en commun avec la langue parthe et a déclaré que la langue zaza pourrait être un résidu du dialecte parthe  qui a survécu jusqu'à nos jours.

## Macro-langue
Le zazaki est classé par le SIL International comme une macro-langue, comprenant les variétés du dimli (ou zazaki du Sud) et du kirmanjki (ou zazaki du Nord). Ethnologue et Glottolog considèrent également le zaza comme une macrolangue composé de deux langues distinctes.

## Dialectes de la langue zaza
Le zazaki est la langue parlée par environ 2 à 3 millions de personnes dans le bassin du Haut Euphrate et du Tigre, en Anatolie orientale, bien que le nombre exact ne soit pas connu. Ethnologue et Glottolog considèrent également le zaza comme un macrolangue composé de deux langues distinctes. Les endroits où le zaza est parlé le plus intensément et où les zazas vivent le plus densément sont Tunceli (dans tous les districts), Bingöl (dans tous les districts), Elazığ (région de l'est, nord et sud), Diyarbakır (régions du nord et de l'ouest de Çermik, Çüngüş, Ergani, Eğil, Dicle, Lice, Hani, Kulp, Hazro), Urfa (districts de Siverek, Hilvan), Muş (districts de Varto), Sivas (districts de Zara, Ulaş, Kangal), Adıyaman (districts de Gerger), Erzincan (districts du Centre, Tercan, Çayırlı, Üzümlü, Refahiye et occasionnellement dans d'autres districts), Batman (Batman, Kozluk), Bitlis (Mutki, Tatvan), Malatya (région orientale), Ardahan (deux villages de Göle), Aksaray (région d'Ekecik) et Erzurum (Hınıs, Tekman, Aşkale , Çat et occasionnellement d'autres quartiers). Selon Ludwig Paul et le Frankfurt Zaza Language Institute, la langue zaza est divisée en trois dialectes principaux : les branches nord, centrale et sud. En outre, la langue zaza possède également des dialectes transitionnels et marginaux qui occupent une position particulière et ne peuvent être pleinement inclus dans aucun groupe dialectal,. Il existe certains traits caractéristiques qui distinguent les dialectes du nord, du centre et du sud de la langue zaza les uns des autres. Parallèlement, la division des Zazas en trois sectes (Shafi, Hanafi, Alevi) a également contribué à la formation de ces dialectes. Bien qu'il existe des différences dialectales entre les principaux dialectes de la langue zaza, dans certaines régions où elle est parlée, la langue est davantage influencée par les langues voisines. Par exemple, le dialecte du Dersim, qui est affilié au dialecte septentrional du zazaki, a connu de nombreuses innovations en termes de phonétique. Les trois principaux dialectes de la langue zaza sont les suivants :
- zaza du Nord (par Alevi Zazas) : Dersim, Erzincan, Gümüşhane (Kelkit), Varto, Hınıs, Tekman, Çat, Aşkale, Sivas (Koçgiri et Karabel)
- zaza central (par Shafi Zazas) : Palu-Bingöl, Hani, Elazığ, Piran (Tigre)
- zaza du Sud (par Hanafi Zazas) : Çermik, Siverek, Gerger, Çüngüş, Mutki, Aksaray, Sarız Dialectes de transition : Kulp, Lice, Ergani, Maden.

## Phonétique
La formation des consonnes dans le tableau ci-dessous, qui constituent la base de l'évolution historique des langues et de la classification en groupes linguistiques, est presque la même en zaza qu'en talysh, tati (harzandi), sangsari, vafsi et certaines langues iraniennes centrales. La langue zaza, ici, forme une ceinture de langues du nord-ouest de l'Iran avec le talysh, le tati, les dialectes iraniens centraux et le semnani, le sangsari et le  gilaki. Cette ceinture est géographiquement divisée par les locuteurs du persan, de l'Azerbaïdjanais et du kurde en zaza, talysh, tati dans la partie occidentale et semnani, sangsari, gilaki et autres dialectes caspiens/centrals dans la partie orientale. Comme la plupart des autres langues de la ceinture, le zaza présente un système à deux cas dans les noms, avec une terminaison oblique remontant généralement à la terminaison du génitif ancien iranien *-ahya,,,.
| Français   | Zaza    | Semnani | Gilaki    | Tati                 | Talyshi  |
| ---------- | ------- | ------- | --------- | -------------------- | -------- |
| "aller"    | šin-    | šenn-   | šun-      | šend-                | šed-     |
| "venir"    | yen-    | ānn-    | ān-       | āmānd-               | omed-    |
| "dire"     | vān-    | vān-    | gān-      | otn-                 | voted-   |
| "voir"     | vīnen-  | ?       | īn-       | vīnn-                | vīnd-    |
| "faire"    | ken-    | ken-    | kun-      | könd-                | kerded-  |
| "J'y vais" | ez šina | e šeni  | men šunem | ez mešem/men šenden/ | ez šedam |

Le zazaki, ainsi que le tati, le talysh et certains dialectes du nord-ouest, ont fortement conservé ses racines consonnes proto-indo-européennes ouest-iraniennes et sont assez éloignés du persan et du kurde. Alors que le zaza, avec le talysh, le tati et le vieil azéri restent à l'extrême ouest des langues iraniennes occidentales, le persan et le kurde sont positionnés à l'extrême est:
| Proto Indo-European | Part | Azeri/Tati | Zaza  | Talysh | Semnani | Caspian lang./dial. | Central dia. | Balochi | Kurdish | Persian |
| *ḱ/ĝ                | s/z  | s/z        | s/z   | s/z    | s/z     | s/z                 | s/z          | s/z     | s/z     | h/d     |
| *kue                | -ž-  | -ž-        | -ĵ-   | -ž     | -ĵ, ž-  | -ĵ-                 | -ĵ-, ž, z    | -ĵ-     | -ž-     | -z-     |
| *gue                | ž    | ž (y-)     | ĵ     | ž      | ĵ,ž     | ĵ                   | ĵ, ž, z      | ĵ       | ž       | z       |
| *kw29               | ?    | isb        | esb   | asb    | esp     | s                   | esb          | ?       | s       | s       |
| *tr/tl              | hr   | (h)r       | (hi)r | (h)*r  | (h)r    | r                   | r            | s       | s       | s       |
| *d(h)w              | b    | b          | b     | b      | b       | b                   | b            | d       | d       | d       |
| *rd/*rz             | r/rz | r/rz       | r/rz  | rz     | l/l(rz) | l/l                 | l/l(rz)      | l/l     | l/l     | l/l     |
| *sw                 | wx   | h          | w     | h      | x(u)    | x(u)                | x(u), f      | v       | x(w)    | x(u)    |
| *tw                 | f    | u          | w     | h      | h       | h                   | h(u)         | h       | h       | h       |
| *y-                 | y    | y          | ĵ     | ĵ      | ĵ       | ĵ                   | ĵ (y)        | ĵ       | ĵ       | ĵ       |

## Littérature zaza

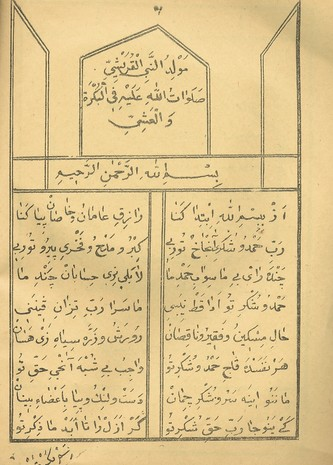
Texte zaza en lettres arabes, écrit en 1891.

La littérature zaza se compose de textes oraux et écrits produits en langue zaza. La littérature zaza, composée d'œuvres orales et écrites, a progressé principalement à travers les types de littérature orale jusqu'à ce que la langue zaza soit écrite. À cet égard, la littérature zaza est très riche en œuvres orales. La langue possède de nombreux produits littéraires oraux tels que le deyr (chanson populaire), kilam (la chanson), dêse (l'hymne), şanıke (la fable), hêkati (l'histoire), qesê werênan (proverbes et expressions idiomatiques). Les œuvres écrites ont commencé à apparaître sous l’Empire ottoman et les premières œuvres avaient un caractère religieux/doctrinal. Après la République, les interdictions linguistiques et culturelles de longue durée ont provoqué la renaissance de la littérature zaza, qui s'est développée dans deux centres, la Turquie et l'Europe, principalement en Europe. Après l'assouplissement des interdictions, la littérature zaza s'est développée en Turquie.

### Littérature zaza à l’époque ottomane
Les premières œuvres écrites connues de la littérature zaza ont été écrites pendant la période ottomane. Les œuvres écrites en langue zaza produites pendant la période ottomane étaient écrites en lettres arabes et avaient un caractère religieux. La première œuvre écrite en zaza au cours de cette période a été rédigée à la fin des années 1700. Ce premier texte écrit en langue zaza a été rédigé par Isa Beg bin Ali, surnommé Sultan Efendi, écrivain d'histoire islamique, en 1212 Hijri (1798). L'œuvre a été écrite en lettres arabes et en naskhscript, qui est également utilisé en turc ottoman. L'ouvrage se compose de deux parties III. Il comprend la région de l'Anatolie orientale sous le règne de Selim III, la vie d'Ali (calife), la doctrine et l'histoire des Alévis, la traduction de certaines parties de Nahj al-balagha en langue zaza, des sujets apocalyptiques et des textes poétiques. Environ cent ans après cette œuvre, une autre œuvre en langue zaza, Mevlit (Mewlid-i Nebi), a été écrite par le religieux, écrivain et poète ottoman-zaza Ahmed el-Hassi (1867-1951) en 1891-1892. La première œuvre Mevlit en langue zaza a été écrite en lettres arabes et publiée en 1899,. Le mawlid, écrit en utilisant la prosodie arabe (aruz), ressemble au mawlid de Süleyman Çelebian et l'introduction comprend la vie du prophète islamique Mahomet et les détails d'Allah, le tawhid, le munacaat, l'ascension, la naissance, la naissance et la création, etc. Il comprend des sujets religieux et se compose de 14 chapitres et 366 distiques,. Un autre ouvrage écrit écrit au cours de cette période est un autre Mevlit écrit par le mufti de Siverek Osman Esad Efendi (1852-1929). L'ouvrage intitulé Biyişa Pexemberi (Naissance du Prophète) comprend des chapitres sur le prophète islamique Mahomet et la religion islamique et a été écrit en langue zaza et en lettres arabes en 1901 (1903 selon certaines sources). L'ouvrage a été publié en 1933, après la mort de l'auteur. Outre les écrivains zaza, des écrivains/chercheurs non-zaza/ottomans tels que Peter Ivanovich Lerch (1827-1884),, Robert Gordon Latham (1812-1888), le Dr Humphry Sandwith (1822-1881),, Wilhelm Strecker (1830-1890), Otto Blau (1828-1879), Friedrich Müller (1864) et Oskar Mann (1867-1917) ont inclus le contenu zaza (histoire, contes de fées, dictionnaire) dans leurs œuvres de la période pré-républicaine.

### Littérature zaza post-République
La littérature zaza post-républicaine s'est développée à travers deux branches, centrée sur la Turquie et centrée sur l'Europe. Durant cette période, le développement de la littérature zaza a stagné en Turquie en raison d'interdictions linguistiques et culturelles de longue durée. La migration des Zaza vers les pays européens dans les années 1980 et l'environnement relativement libre ont permis la renaissance de la littérature zaza en Europe. L'une des œuvres en langue zaza écrites dans la Turquie post-républicaine sont deux œuvres en vers écrites dans le domaine de la croyance et du fiqh dans les années 1940. À la suite de ce travail, un autre Mevlit contenant des sujets et des histoires religieuses a été écrit par Mehamed Eli Hun en 1971. Zaza Divan, un manuscrit de 300 pages composé de poèmes et d'odes zazaki, commencé à être écrit par Mehmet Demirbaş en 1975 et achevé en 2005, est une autre œuvre littéraire du genre divan écrite au cours de cette période.Les mevlids et sirahs d'Abdulkadir Arslan (1992-1995), Kamil Pueği (1999), Muhammed Muradan (1999-2000) et Cuma Özusan (2009) sont d'autres œuvres littéraires à contenu religieux. La littérature écrite zaza est riche en œuvres mawlid et religieuses, et les premières œuvres écrites de la langue sont données dans ces genres. Le développement de la littérature zaza à travers l'édition de magazines s'est fait à travers des magazines publiés par des Zazas qui ont immigré en Europe après 1980 et publiés exclusivement dans la langue zaza, les magazines qui étaient principalement en langue zaza mais publiés en multilingue, et les magazines qui n'étaient pas en langue zaza mais incluaient des ouvrages en langue zaza. Kormışkan, Tija Sodıri, Vate sont des magazines entièrement publiés en langue zaza. En dehors de ceux-ci, Ayre (1985-1987), Piya (1988-1992) et Raa Zazaistani (1991), qui ont été publiés comme magazines de langue, de culture, de littérature et d'histoire par Ebubekir Pamukçu, le chef du nationalisme zaza, sont des magazines importants. à cette époque, ils étaient principalement zaza et publiés en plusieurs langues. Ware, ZazaPress, Pir, Raştiye, Vengê Zazaistani, Zazaki, Zerq, Desmala Sure, Waxt, Çıme sont d'autres magazines basés sur Zazaki et multilingues. En plus de ces magazines publiés dans les pays européens, Vatı (1997-1998), qui est le premier magazine entièrement publié en langue zaza et publieWare, ZazaPress, Pir, Raştiye, Vengê Zazaistani, Zazaki, Zerq, Desmala Sure, Waxt, Çıme sont d'autres magazines basés sur Zazaki et multilingues en Turquie, et Miraz (2006) et Veng u Vaj (2008) sont d'autres magazines importants publiés en langue Zaza en Turquie. Les magazines qui sont principalement publiés dans d'autres langues mais qui incluent également des ouvrages en langue zaza sont des magazines publiés en langues kurde et turque. Roja Newé (1963), Riya Azadi (1976), Tirêj (1979) et War (1997) sont en langue kurde ; Ermin (1991), Ateş Hırsızı (1992), Ütopya, Işkın, Munzur (2000), Bezuvar (2009) sont des magazines en langue turque qui incluent des textes en langue zaza. Aujourd'hui, des œuvres de différents genres littéraires tels que la poésie, les contes et les romans en langue zaza sont publiées par différentes maisons d'édition en Turquie et dans les pays européens.

## Zazaki et langues indo-européennes
| Français   | Zazaki | Kurde | Persan | Russe     | Grec   | Italien | Espagnol | Allemand | Anglais |
| ---------- | ------ | ----- | ------ | --------- | ------ | ------- | -------- | -------- | ------- |
| un (1)     | jû/yew | yek   | yek    | odin      | ena    | uno     | uno      | eins     | one     |
| deux (2)   | dı     | du    | do     | dva       | dyo    | due     | dos      | zwei     | two     |
| trois (3)  | hirê   | sê    | se     | tri       | tria   | tre     | tres     | drei     | three   |
| quatre (4) | çehar  | çar   | çahar  | çetyre    | tesera | quattro | cuatro   | vier     | four    |
| cinq (5)   | panc   | pênc  | penc   | pyatʹ     | pende  | cinque  | cinco    | fünf     | five    |
| six (6)    | şeş    | şeş   | şiş    | shestʹ    | eksi   | sei     | seis     | sechs    | six     |
| sept (7)   | hewt   | heft  | heft   | semʹ      | epta   | sette   | siete    | sieben   | seven   |
| huit (8)   | heşt   | heşt  | heşt   | vosemʹ    | okto   | otto    | ocho     | acht     | eight   |
| neuf (9)   | new    | neh   | noh    | devyat    | ennia  | nove    | nueve    | neun     | nine    |
| dix (10)   | des    | deh   | deh    | desyatʹ   | dheka  | dieci   | diez     | zehn     | ten     |
| vingt (20) | vist   | vist  | bist   | dvadtsatʹ | eíkosi | venti   | veinte   | zwanzig  | twenty  |

## Écriture
| Majuscules    | A | B | C  | Ç  | D | E | Ê | F | G | Ğ | H | I | İ / Î | J | K | L | M | N | O | P | Q | R    | S | Ş | T | U | Û | V | W | X | Y | Z |
| Minuscules    | a | b | c  | ç  | d | e | ê | f | g | ğ | h | ı | i̇ / î | j | k | l | m | n | o | p | q | r    | s | ş | t | u | û | v | w | x | y | z |
| Prononciation | a | b | d͡ʒ | t͡ʃ | d | ɛ | e | f | g | ɣ | h | ɪ | i     | ʒ | k | l | m | n | o | p | q | r, ɾ | s | ʃ | t | y | u | v | w | x | j | z |

Certains ouvrages utilisent le i circonflexe ‹ Î › et d’autres le i pointé ‹ İ ›.